# Vereniging van Schouwburg- en Concertgebouwdirecties
L'Associazione dei direttori di teatri e sale da concerto (in olandese: Vereniging van Schouwburg- en Concertgebouwdirecties) in breve VSCD è un'associazione olandese fondata nel 1955.
Presenta numerosi premi, tra cui i premi teatrali Louis d'Or, Theo d'Or, Arlecchino e Colombina.